# Мец-Тессі
Мец-Тессі́ (фр. Metz-Tessy) — колишній муніципалітет у Франції, у регіоні Овернь-Рона-Альпи, департамент Верхня Савоя. Населення — 2834 осіб (2011).
Муніципалітет був розташований на відстані близько 430 км на південний схід від Парижа, 100 км на схід від Ліона, 4 км на північний захід від Ансі.

## Історія
До 2015 року муніципалітет перебував у складі регіону Рона-Альпи. Від 1 січня 2016 року належав до нового об'єднаного регіону Овернь-Рона-Альпи.
1 січня 2016 року Мец-Тессі і Епаньї було об'єднано в новий муніципалітет Епаньї-Мец-Тессі.

## Демографія
Динаміка населення (INSEE ):
Розподіл населення за віком та статтю (2006):
| Стать | Всього | До 15 років | 15-24 | 25-44 | 45-64 | 65-85 | Понад 85 |
| --- | ------ | ----------- | ----- | ----- | ----- | ----- | -------- |
| Чоловіки | 1172   | 223         | 164   | 398   | 305   | 82    | 0        |
| Жінки | 1253   | 316         | 113   | 438   | 288   | 98    | 0        |
| \| Статево-вікова піраміда \| Статево-вікова піраміда \| Статево-вікова піраміда \| \| ----------------------- \| ----------------------- \| ----------------------- \| \| Чоловіки \| Вік \| Жінки \| \| 0 \| 85 + \| 0 \| \| 12 \| 80-84 \| 8 \| \| 12 \| 75-79 \| 16 \| \| 27 \| 70-74 \| 35 \| \| 31 \| 65-69 \| 39 \| \| 51 \| 60-64 \| 43 \| \| 82 \| 55-59 \| 70 \| \| 90 \| 50-54 \| 62 \| \| 82 \| 45-49 \| 113 \| \| 125 \| 40-44 \| 117 \| \| 152 \| 35-39 \| 129 \| \| 55 \| 30-34 \| 94 \| \| 66 \| 25-29 \| 98 \| \| 82 \| 20-24 \| 31 \| \| 82 \| 15-20 \| 82 \| \| 74 \| 10-14 \| 98 \| \| 59 \| 5-9 \| 113 \| \| 90 \| 0-4 \| 105 \| |        |             |       |       |       |       |          |
| Статево-вікова піраміда |        |             |       |       |       |       |          |
| Чоловіки | Вік    | Жінки       |       |       |       |       |          |
| 0 | 85 +   | 0           |       |       |       |       |          |
| 12 | 80-84  | 8           |       |       |       |       |          |
| 12 | 75-79  | 16          |       |       |       |       |          |
| 27 | 70-74  | 35          |       |       |       |       |          |
| 31 | 65-69  | 39          |       |       |       |       |          |
| 51 | 60-64  | 43          |       |       |       |       |          |
| 82 | 55-59  | 70          |       |       |       |       |          |
| 90 | 50-54  | 62          |       |       |       |       |          |
| 82 | 45-49  | 113         |       |       |       |       |          |
| 125 | 40-44  | 117         |       |       |       |       |          |
| 152 | 35-39  | 129         |       |       |       |       |          |
| 55 | 30-34  | 94          |       |       |       |       |          |
| 66 | 25-29  | 98          |       |       |       |       |          |
| 82 | 20-24  | 31          |       |       |       |       |          |
| 82 | 15-20  | 82          |       |       |       |       |          |
| 74 | 10-14  | 98          |       |       |       |       |          |
| 59 | 5-9    | 113         |       |       |       |       |          |
| 90 | 0-4    | 105         |       |       |       |       |          |

## Економіка
2010 року серед 1848 осіб працездатного віку (15—64 років) 1469 були активними, 379 — неактивними (показник активності 79,5%, у 1999 році було 77,1%). З 1469 активних мешканців працювало 1367 осіб (705 чоловіків та 662 жінки), безробітними було 102 (46 чоловіків та 56 жінок). Серед 379 неактивних 173 особи були учнями чи студентами, 113 — пенсіонерами, 93 були неактивними з інших причин.

У 2010 році в муніципалітеті числилось 974 оподатковані домогосподарства, у яких проживали 2639,5 особи, медіана доходів виносила 24 207 євро на одного особоспоживача